# بيفيرلي إليوت
بيفيرلي إليوت هي كاتبة غنائية وممثلة كندية، ولدت في 1953 في كندا.

## أعمال

### أفلام
- (1992) غير مغفور[4][5]
- (1994) امرأة صغيرة[6]

### مسلسلات
- في
- كان ياما كان

## وصلات خارجية
- بيفيرلي إليوت على موقع IMDb (الإنجليزية)
- بيفيرلي إليوت على موقع ألو سيني (الفرنسية)
- بيفيرلي إليوت على موقع ميوزك برينز (الإنجليزية)
- بيفيرلي إليوت على موقع أول موفي (الإنجليزية)
- بيفيرلي إليوت على موقع قاعدة بيانات الأفلام السويدية (السويدية)
- بيفيرلي إليوت على موقع قاعدة بيانات الفيلم (الإنجليزية)
- بيفيرلي إليوت على موقع كينوبويسك (الروسية)